# عقد 750
عقد 750 هو عقد امتد بين 1 يناير 750 و31 ديسمبر 759 بحسب التقويم الميلادي. سبقه عقد 740 ولحقه عقد 760.

## أحداث
- معركة الزاب (750)
- مجمع هييرية (754)

## مواليد
- ابن سلام الجمحي (756)
- كلثوم العتابي (752)
- أبو عقال الأغلب بن إبراهيم (757)
- سهل بن هارون (758)
- عوف بن محلم الخزاعي (753)
- تيوفان المعرف (758)
- أسد بن الفرات (759)
- كارلومان الأول ملك فرنسا (751)
- هشام بن عبد الرحمن الداخل (757)
- ليو الرابع (750)
- ألفونسو الثاني ملك أستورياس (759)

## وفيات
- أبو مسلم الخراساني (755)
- أبان بن تغلب (758)
- الإمبراطور شومو (756)
- الصميل بن حاتم (759)
- سنباذ المجوسي (756)
- الربيع بن أنس (757)
- أيستولف ملك اللومبارد (756)
- مروان بن محمد (750)
- إلياس بن حبيب الفهري (755)
- البابا زكريا (752)
- عطاء الخراساني (752)

## كتب
- Yves Denis Papin (1998). Chronologie de l'histoire ancienne. Lieu de publication non identifié: Éditions Jean-paul Gisserot. ISBN:2-87747-346-5. OCLC:40746926. مؤرشف من الأصل في 2022-03-16.
- موسوعة حضارة العالم (2002) لأحمد محمد عوف.

## روابط خارجية
- تصفح سنة بسنة عقد 750 على موقع onthisday.com
- تصفح سنة بسنة عقد 750 ابتداءً من سنة عقد 750 على موقع المكتبة الوطنية الفرنسية